# Giovanni Puzzi
Giovanni Puzzi (Parma, 1792 – Londres, 1 de març de 1876) fou un intèrpret del corn, nascut a Itàlia.
Conegut com a solista de molt jove, va recórrer les principals ciutat europees i fou recomanat a Napoleó per al seu seguici, per Ferdinando Paër.
Per espai de molts anys dirigí un teatre de Londres, i deixà un Nou mètode per aprendre el corn. La seva esposa es distingí com a cantant dramàtica i aconseguí els seus més grans èxits amb les obres de Bellini.